# Mozirje község
Mozirje község (szlovén nyelven Občina Mozirje) Szlovénia 212 alapfokú közigazgatási egységének, azaz községének egyike a Savinjska statisztikai régióban. Adminisztratív központja Mozirje város. Mozirje községet 1994-ben alapították.

## A községhez tartozó települések
A községhez Mozirje székhelyen kívül a következő települések tartoznak:
- Brezje
- Dobrovlje pri Mozirju
- Lepa Njiva
- Ljubija
- Loke pri Mozirju
- Radegunda
- Šmihel nad Mozirjem

## Népesség
| Lakosok száma | 4053 | 4083 | 4068 | 4103 | 4092 | 4041 | 4062 | 4050 | 4133 | 4216 |
|               | 2008 | 2009 | 2011 | 2012 | 2013 | 2015 | 2016 | 2017 | 2019 | 2020 |